# Life in Technicolor ii
Life in Technicolor ii è un singolo del gruppo musicale britannico Coldplay, pubblicato il 2 febbraio 2009 come secondo estratto dal quinto EP Prospekt's March.

## Descrizione
Si tratta della versione completa del brano strumentale Life in Technicolor, traccia d'apertura del quarto album in studio Viva la vida or Death and All His Friends.

## Video musicale
Il video, diretto da Dougal Wilson, mostra i Coldplay nelle vesti di burattini in uno spettacolo per bambini. Tuttavia l'esibizione dei Coldplay-burattini va via via prendendo le sembianze di un vero e proprio concerto rock, con effetti speciali, esplosioni e chitarre distrutte. Alla fine della performance un elicottero giocattolo arriva in sala e porta via i burattini, sfondando una delle finestre nella stanza, lasciando i bambini entusiasti ed i loro genitori, e soprattutto il parroco che organizza l'evento, sbigottiti.

## Tracce
CD promozionale (Regno Unito)
1. Life in Technicolor ii (Radio Edit) – 3:37
2. Life in Technicolor ii (Prospekt's March Version) – 4:05

7" (Regno Unito)
- Lato A

1. Life in Technicolor ii – 4:04

- Lato B

1. The Goldrush – 2:28

Download digitale
1. Life in Technicolor ii – 4:07
2. Life in Technicolor ii (Live at the O2, London) – 3:36
3. The Goldrush – 2:29

## Classifiche
| Classifica (2009) | Posizione massima |
| ----------------- | ----------------- |
| Austria           | 53                |
| Belgio            | 39                |
| Giappone          | 23                |
| Irlanda           | 29                |
| Paesi Bassi       | 30                |
| Regno Unito       | 28                |
| Svizzera          | 39                |